# André Pican
André Pican (* 19. Oktober 1901 in Sotteville-lès-Rouen; † 23. Mai 1942 am Mont Valérien bei Paris) war ein französischer Kommunist, Lehrer und Widerstandskämpfer gegen den Nationalsozialismus. Wegen seiner Tätigkeit im Untergrund wurde er von der Gestapo verhaftet und erschossen.

## Leben
André Pican wurde am 19. Oktober 1901 in Sotteville-lès-Rouen (Seine‑Inférieure, heute Département Seine‑Maritime) geboren. Sein Vater Eugène Pican arbeitete als Verwaltungsangestellter, seine Mutter Marie Juliette Larrue war Lehrerin. 1917 begann er an der École Normale d’instituteurs in Rouen eine Ausbildung zum Lehrer, wo er Germaine Morigot kennenlernte; die beiden heirateten am 24. September 1923 in Malaunay. Das Ehepaar engagierte sich gewerkschaftlich und zog neben der gemeinsamen Tochter Simone auch ein Pflegekind auf; zudem gewährten sie einer spanischen Flüchtlingsfamilie mit Kind Zuflucht.

### Widerstand und Hinrichtung
Pican stammte aus einfachen Verhältnissen und trat im Dezember 1934 der  Kommunistischen Partei Frankreichs (PCF) bei. Nach der deutschen Besetzung Frankreichs im Zweiten Weltkrieg schloss er sich der Résistance an. Als regionaler Sekretär organisierte er im damaligen Département Seine‑Inférieure anti‑faschistische Aktionen, verteilte Flugschriften und koordinierte bewaffnete Gruppen des Front National der Résistance. Seine Untergrundarbeit war so gefährlich, dass er sich im Januar 1942 nach Paris zurückziehen musste, um der Polizei zu entgehen.
Am 15. Februar 1942 wurde Pican nach einer zehntägigen Observation durch elf Beamte der Brigade spéciale 1 zusammen mit seiner Frau Germaine in Paris festgenommen. Zunächst im Polizeigefängnis am Quai de l’Horloge inhaftiert, kam er später in die Pariser Strafanstalt La Santé. Bei seiner Überführung gelang ihm kurzzeitig die Flucht, doch endete diese unterkühlt in der Seine. Nach Folterungen und einem weiteren gescheiterten Fluchtversuch wurde Pican am 23. Mai 1942 auf dem  Mont Valérien bei Suresnes durch ein Erschießungskommando des deutschen Besatzungsregimes hingerichtet.

## Andenken
Picans Name ist auf dem nationalen Ehrenmal des Mont Valérien verzeichnet, und mehrere Straßen in der Normandie wurden nach ihm benannt. Er gilt in Frankreich als Symbol des kommunistischen Widerstands gegen den Nationalsozialismus. Auch in Deutschland wird seiner gedacht: Im brandenburgischen Oranienburg, unweit des ehemaligen KZ Sachsenhausen, trägt eine Straße seinen Namen.